# Francisco Raposo Pereira Lima
Pour les articles homonymes, voir Pereira et Lima.
Francisco Raposo Pereira Lima, né en 1845 et mort en 1905, est un compositeur et musicien brésilien.